# Solitude de la pitié
La Solitude de la pitié est un recueil de nouvelles et de courts textes publié par Jean Giono en 1932. Ces vingt textes très divers par leur taille - de 2 à 20 pages environ - ont été écrits entre 1925 et 1932 et ont paru d'abord dans diverses revues. Une première édition partielle à très petit tirage a été publiée en 1930 aux éditions des Éditions des Cahiers libres à Paris.
Les éléments d'unité sont la présence d'un narrateur à la 1re personne (sauf dans la nouvelle titre qui ouvre le recueil), souvent assimilable à l'auteur, et la géographie où s’identifient les lieux et les caractéristiques de la Haute-Provence, le pays de Jean Giono (à l'exception notable d'Ivan Ivanovitch Kossiakoff, fondée sur une expérience personnelle de la Première Guerre mondiale). S'y ajoute l'écoute fraternelle des êtres simples dans leur quotidien fait de labeur, de rapport à la nature et de relations humaines complexes qui justifient le titre général de Solitude de la pitié.

## Publication
Les nouvelles du recueil ont paru d'abord dans des revues entre août 1925 (Ivan Ivanovitch Kossiakoff) et juin 1932 (Le chant du monde, paru dans L'intransigeant le 17 juin 1932 et repris à la fin de Solitude de la pitié). On repère en particulier quatre nouvelles dont Prélude de Pan, cette dernière  donnée en 1929  dans le numéro 1 (1er novembre 1929-1er mai 1930)  de  l'Almanach des champs, périodique dirigé par Henri Pourrat (publié aux Horizons de France)  et Champs qui paraît dans une livraison de la NRF en août 1928.
Une première mouture du recueil déjà intitulé Solitude de la Pitié est publiée en 1930 dans une édition confidentielle aux Éditions des Cahiers libres à Paris (495 exemplaires : 20 sur Japon numérotés de 1 à XX et 475 sur vergé de Rives numérotés de 21 à 495. Achevé d’imprimer en date du 7 novembre 1930.
La version de référence paraît en septembre 1932 aux éditions Gallimard dans la collection de la NRF. Cette édition enrichie comporte vingt textes : Solitude de la pitié qui donne son nom au recueil, Prélude de Pan, Champs, Ivan Ivanovitch Kossiakoff, La main, Annette ou une affaire de famille, Au bord de la route, Jofroi de la Maussan, Philémon, Joselet, Sylvie, Babeau, Le mouton, Au pays des coupeurs d'arbres, La grande barrière, Destruction de Paris, Magnétisme, Peur de la terre, Radeaux perdus, Le chant du monde (préfiguration du roman de 1934. La composition du recueil suit à peu près l'ordre de la rédaction des textes.
Le livre est réédité en 1942 et en 1947 toujours aux éditions Gallimard qui le diffuseront ensuite dans des éditions de poche (Le Livre de poche no 2759 en 1970 et Folio no 330 en 1973, réédité avec différentes couvertures). Le recueil figure aussi dans l'édition des œuvres complètes de Jean Giono dans la Bibliothèque de la Pléiade établie par Pierre Citron (1971, tome I). Une édition pour bibliophiles a été publiée par « Le livre Contemporain et les Bibliophiles Franco - Suisses » en 1974, avec onze eaux fortes originales de Jean Jansem dans un tirage de 175 exemplaires.

## Le titre
Le titre Solitude de la pitié est assez énigmatique : on peut avec Sylvie Germain y voir une mise en œuvre de la « charité fraternelle », une aspiration au dépassement de la « pitié » qui, elle, laisse l'autre extérieur à soi et, « en mettant la souffrance à distance, pour mieux nous en préserver » (Agata Zielinski), nous renvoie à notre solitude, à notre vide. Giono montre « l’écho en soi de la souffrance de l’autre », révélant que reconnaître la dignité de l'autre « c’est la relation réciproque qui nous tient dans l’humain », selon les termes d'Agata Zielinski dans son analyse de la compassion. Les textes du recueil montrent en effet, sans discours moralisateur, la sollicitude, la compassion qui « s’inscrit dans une dynamique de reconnaissance mutuelle – qui la distingue de la pitié.(...) [qui] est intersubjective, là où la pitié est unilatérale. » (Agata Zielinski). La nouvelle-titre en est la plus claire illustration, créant des archétypes d'humiliés miséreux solidaires qui n’ont même pas de nom et sont  juste désignés par leur aspect physique : « le gros », et « le maigre », et qui sont les frères des personnages de Steinbeck dans Des souris et des hommes.
Aux yeux de Jean Giono, c'est cette proximité avec les autres, surtout les gens de peu, qui constitue la vraie richesse et dont il illustre lucidement aussi bien la présence fragile (Solitude de la pitié, Ivan Ivanovitch Kossiakoff, Jofroi de la Maussan...) que l'absence prégnante (Champs, Annette, Philémon, Babeau, Destruction de Paris...). L'auteur offre toutefois constamment un regard attentif à la vulnérabilité d’autrui même si s'infiltre en filigrane le sentiment amer de l'impuissance.

## Les thèmes
À côté de la proximité avec les souffrances des vies minuscules exposée ci-dessus, le recueil aborde les thèmes qu'on rencontre dans les œuvres du Giono première manière d'avant-guerre, en particulier la Première Guerre mondiale et le rapport à la nature.

### La guerre

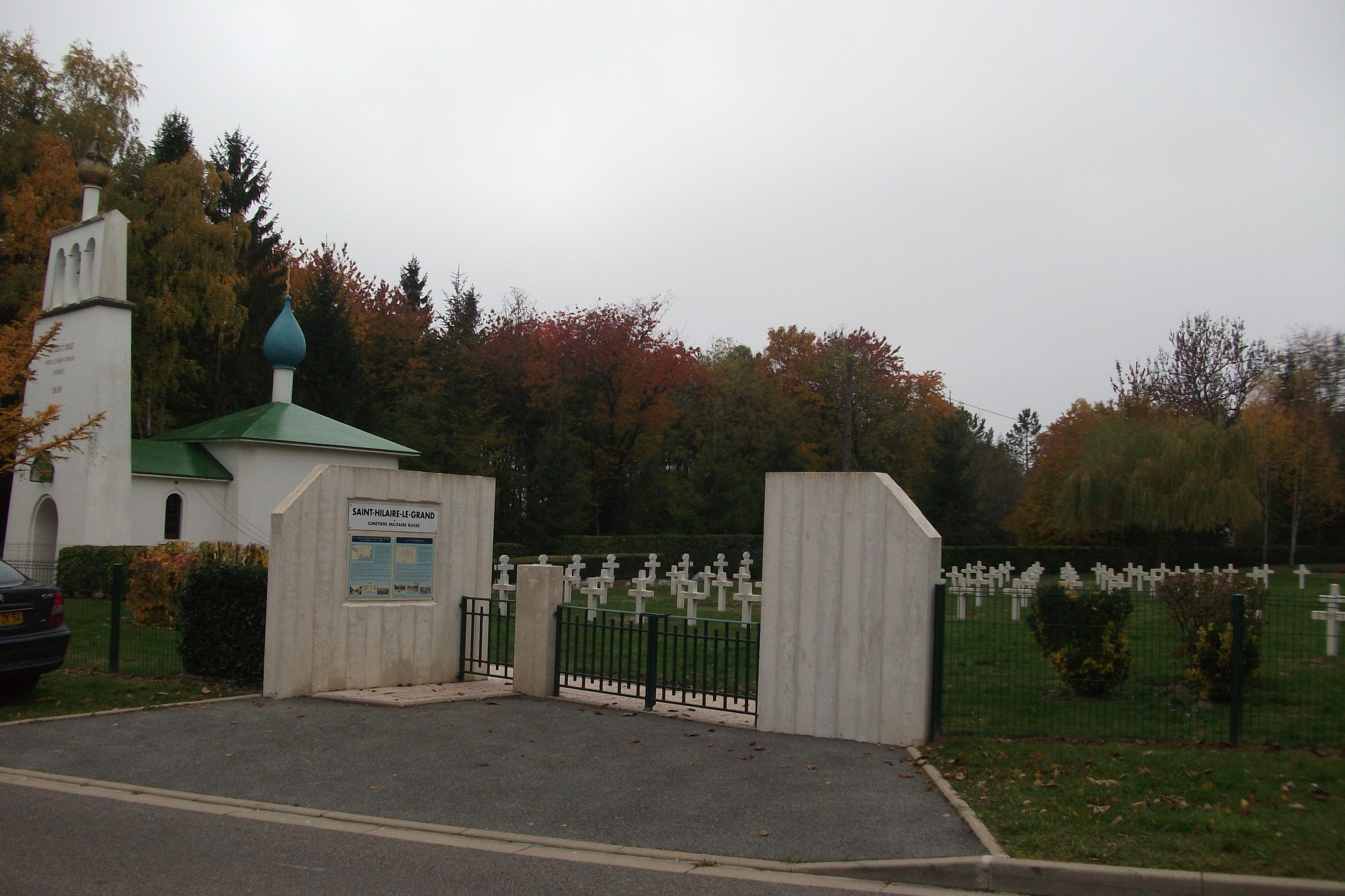
Cimetière russe de Saint-Hilaire-le-Grand.

Ivan Ivanovitch Kossiakoff est avec le roman Le Grand Troupeau (1931) un des rares textes fictionnels que Giono a consacré à son expérience de la Première Guerre mondiale. La nouvelle écrite en 1925 a pour base sa rencontre avec un soldat russe durant l'été et l'automne 1916 quand son unité - la 6e compagnie 2e bataillon 140e Régiment d'Infanterie alpine - était sur le front de Champagne à Champfleury et au Fort de la Pompelle à quelques kilomètres au sud de Reims. Giono y développe sans pathos la vie ordinaire des soldats de base sans héroïsme ni souffrances extrêmes même si « la vendange des jeunes hommes » se poursuit. La nouvelle se centre sur la fraternité entre Giono (il se nomme clairement au début du récit) et Ivan Ivanovitch Kossiakoff, soldat russe qui participe comme lui à la coordination entre les troupes françaises et russes en Champagne en 1916. Bien que sans langue commune, les deux hommes réussissent à partager un lien fort : « Et l'amitié, chaque jour, me lie plus étroitement à Kossiakoff » qui culmine lors de l'adieu que rapporte Jean Giono : « Kossiakoff me saisit aux épaules, m'embrasse légèrement sur la bouche, puis à grandes enjambées, sans un regard en arrière, il tourne le dépôt des obus et disparaît. Abasourdi, seul, vide, j'essaye d'appeler Kossiakoff et le nom s'embourbe dans la gorge . ». La nouvelle s'achève par le bouleversement que cause à l'auteur l'annonce lapidaire de la dernière page : « Ivan Ivanovitch Kossiakoff a été fusillé au camp de Châlons en juillet 1917 ». Giono ne l'explique pas mais fait référence à la répression durant l'été 1917 des mutineries qui ont touché les troupes russes en France après la Révolution de Février en Russie.

### La nature

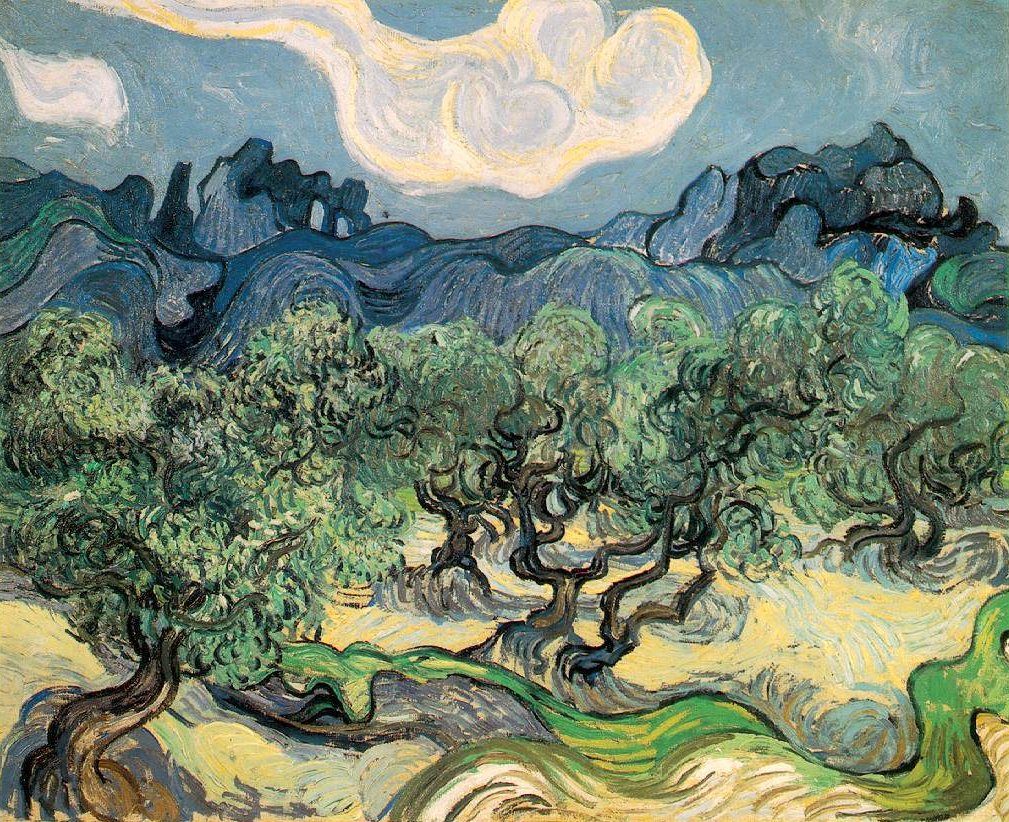
Van Gogh – les oliviers

Comme dans les autres œuvres de la même époque comme l'emblématique Regain de 1930, la nature n'est pas un cadre pittoresque mais un partenaire dont la force et la violence imprègnent le monde des paysans, immergés dans la nature comme des « radeaux perdus ». Giono parlant d'un projet d'écriture écrit dans Chant du monde : « Il faut, je crois, voir, aimer, comprendre, haïr l’entourage des hommes, le monde d’autour comme on est obligé de regarder, d’aimer, de détester profondément les hommes pour les peindre. Il ne faut plus isoler le personnage-homme […] mais le montrer tel qu’il est, c’est-à-dire traversé, imbibé, lourd et lumineux des effluves, des influences, du chant du monde. » On y trouve ainsi les pulsions primitives et la mort (suicide dans le puits Babeau), où le sang du cochon qui tache la robe de la mariée dans Philémon annonce le sang de l'oie dans Un roi sans divertissement. L'hymne aux arbres (Jofroi, Le mouton, Au pays des coupeurs d'arbres) métaphorise quant à lui une fusion des hommes avec leurs gestes ancestraux et de la nature que Giono résume d'un mot : Magnétisme. C'est dans cette approche que l'aveugle de La main s'enrichit de ses sensations ou que Joselet parle de la force du soleil, source de vie. Mais la relation avec la nature est complexe : elle est faite aussi de combat (Champs) et de barrière comme entre l'homme et l'animal (La grande barrière) que seule la « panique » primitive lève dans l'expérience fantastique du Prélude de Pan. Emportée par la musique, la danse collective se déchaîne dans l'ivresse et la sexualité bacchique : « Maintenant tout le village était dans la transe », en laissant le dégoût des dérèglements des hommes et des éléments naturels. La monstruosité guette la vacuité des existences et l'on est loin d'une nature virgilienne d'autant que le lien entre l'homme et le monde est constamment menacé par la puissance destructrice des hommes à l’œuvre dans la folie meurtrière de la guerre comme dans les villes déhumanisantes (Destruction de Paris) qui oublient les "vraies richesses".

## Aspect
Cinq nouvelles, placées au début du recueil, se détachent par leur longueur relative : Prélude de Pan (29 pages), Ivan Ivanovitch Kossiakoff (24 pages), Jofroi de la Mausan (17 pages), Champs (14 pages) et Solitude de la pitié (12 pages). Elles sont complétées par des textes courts (3-4 pages), essentiellement descriptifs et narratifs, qui constituent des sortes de croquis, des esquisses de personnages humbles à qui la vie n'a pas fait de cadeau : amour impossible (berger amoureux d'une demoiselle Sylvie) ou trahi (Champs, Au bord des routes), désir de mort dans les discours (suicide dans Babeau ou Radeaux perdus), violence et assassinat (Radeaux perdus). Un narrateur à la première personne est souvent présent (sauf dans Solitude de la pitié, la nouvelle d'ouverture qui donne son titre au recueil) : il est témoin, confident mais rarement acteur. On peut fréquemment l'assimiler à l'auteur lui-même.
De façon générale Giono fait montre de réalisme avec la notation des patronymes, des lieux, les détails des paysages et des modes de vie dans un cadre géographique délimité de la Haute-Provence (sauf dans Ivan Ivanovitch Kossiakoff). Le souci d'authenticité transparaît aussi à travers des formes d'oralité, en particulier dans le discours direct (ex. : « - Encore une fois, qu'il fait le gros, tu me la rends, ma bête ? » Prélude de Pan). Mais certains textes comme Prélude de Pan proposent le basculement dans le fantastique troublant d'un monde païen (ex. « la pâte du grand pain du malheur qu’il était en train de pétrir. »
Le style du Giono première manière se reconnaît aussi à l'emploi fréquent des images (comparaisons et métaphores) qui donnent à la prose de Jean Giono une force de suggestion poétique associée à la brièveté des textes. Quelques exemples : « Est-il retourné vivant vers la douleur, le cœur plein d'épines ? » (Champs, dernier §) - « Des hommes perdus comme des radeaux, en pleine terre » (Radeaux perdus) - « Ça avait ouvert dans notre poitrine comme une trappe de cave et il en était sorti toutes les forces noires de la création » (Prélude de Pan).

## Prolongements
Filmographie de Jean Giono 
- Jofroi, 1933, réalisé par Marcel Pagnol, d'après Jofroi de la Maussan, Avec Vincent Scotto dans le rôle principal. (48 min).
- L'Ami Giono, Série de six films adaptés pour la télévision de nouvelles de Giono (Hamster Production) dont 3 tirés de Solitude de la pitié
  - Jofroi de la Maussan, 1987. Réalisé par Marcel Bluwal, avec Jacques Dufilho, Jacques Serres et Armand Meffre 52 min. 1987.
  - Solitude de la pitié (adaptation de la nouvelle-titre), 1988. Réalisé par Marcel Bluwal, avec Bernard Fresson, Armand Meffreet Roger Souza, 52 min.
  - Ivan Ivanovitch Kossiakoff, 1987 – diffusé le 8 juin 1990. Réalisé Fabrice Cazeneuve sur un scénario de Christian Rullier, avec Jacques Bonnaffé dans le rôle de Giono et de Piotr Shivak dans le rôle d'Ivan Ivanovitch. 53 min.